# 甘苦
甘苦（1924年1月—1993年7月25日），男，壮族，广西扶绥人，中国共产党、中华人民共和国政治人物，原副国级领导人。曾任廣西壯族自治區人大常委會主任，第七届、八届全国人大代表，第八屆全國人大常委會副委員長，中共十三大、十四大代表。

## 生平
甘苦是广西扶绥县渠旧镇人。早年毕业于龙州中学、南宁高中。1947年6月参加革命工作，同年7月加入中国共产党。1976年，担任任广西水利电力局局长。1979年至1985年任广西壮族自治区副主席。1985年6月至1993年1月任广西壮族自治区第六届、七届人大常委会主任。1993年3月至7月任第八届全国人大常委会副委员长。
1993年7月25日12时2分在南宁逝世，终年69岁。

## 评价
新华社對甘苦的评价是“中国共产党的优秀党员、忠诚的共产主义战士、壮族人民的优秀儿子”。